# Scyliorhinus stellaris
Scyliorhinus stellaris је врста ајкуле из породице Scyliorhinidae, која настањује североисточне воде Атлантског океана. Обично проводи време међу стенама и местима где има доста алги, на дубинама од 20 до 60 м. Расту до 1,6 м, имају робусно тело широке заобљене главе и два леђна пераја. По изгледу подсећа на врсту S. canicula, а од ње је разликују само мрље по телу и носни режњеви. 
Ова врста се углавном креће ноћу, а током дана време проводи у рупама или увалама. Хране се правим кошљорибма, мањим морским псима, раковима и главоношцима. Женке ове врсте одлажу јајашца у стене, у периоду од марта до октобра. Период гестације траје од 7 до 12 месеци. Међународна унија за заштиту природе оценила је да за Scyliorhinus stellaris постоји мали ризик, јер се чини да је њена популација у Средозменом мору значајно опала због прекомерног риболова. Ова риба продаје се у неколико европских држава под различитим именима. 

## Таксономија и распрострањеност
Први научни опис о овој врсти направио је Карл фон Лине у књизи 10. издање Systema Naturae из 1758. године. Овој врсти дао је име Squalus stellaris, а Squalus на латинском језику значи „звездан”. Године 1973. Стјуарт Спрингер је ову врсту пребацио у род Scyliorhinus. енглески назив за ову врсту је nursehound и верује се да је потекао од речи nurse, што значи „медицинска сестра”.
Ова врста настањује воде североисточног дела Атлантског океана од јужне Норвешке и Шведске до Сенегала, укључујући Британска острва широм Средоземног мора и Канарских острва. Такође, Scyliorhinus stellaris настањује воде око ушћа реке Конго. Ова врста настањује међупросторне дубине од 400 м, мада је начешће до 20 и 60 до 125 м дубине. Scyliorhinus stellaris доста времена проводи на дну, преферира мирну воду, углавном каменити терен или места где има доста алги. У Средоземљу настањује делове прекривене коралима и алгама.

## Биологија и екологија
Scyliorhinus stellaris настањује воде дубине до 1,6 м, мада углавном до 1,3 м. Ова ајкула има широку и заобљену главу и чврсто тело које се сужава према репу. Очи су овалног облика, са наборима коже на доњем ободу, без индицирајуће мембране.
За разлику од других ајкула, велики слојеви коже ове врсте не допиру до уста. У грњој вилици има од 22 до 27 зуба и од 18 до 21 зуб у доњој вилици. Scyliorhinus stellaris има пет пари шкржних прореза који су мали. Два леђна пераја постављена су далеко једна од другог на телу, прво је веће од другог и потиче из базе карличних пераја.
Грудна пераја код ове врсте су велика. Кожа ове врсте је храпава, сиве или смеђе боје, а на телу се налазе мале тачкице које прекривају леђа и бочне стране тела, заједно са смеђим мрљама различитих облика. Старији примерци могу имати беле или смеђе мрље које прекривају цело тело. Доња страна тела код ове врсте свих узраста је обично бела.
Ова врста углавном проводи дане у рупама или стенама, док ноћу плива у дубље воде како би ловила. Понекада се деси да се више примерака ове врсте нађе у једном скровишту. Једна студија је утврдила да млади примерци Scyliorhinus stellaris промене скоро пет станишта током 168 дана. Често ове врсте заузму станиште других грабљивица. У заточеништву ова врста углавном се окупља у групама.
Scyliorhinus stellaris се углавном храни са правим кошљорибама попут скуше, харинге, Epigonus cavaticus и Triglidae, пљоснатицама и мањим примерцима своје врсте. Такође се храни раковима и главоношцима. Познати паразити ове врсте укључују Hexabothrium appendiculatum, Leptocotyle major, Acanthobothrium coronatum, Trypanosoma scyllii, Ceratothoa oxyrrhynchaena, и Lernaeopoda galei.
Као и остали чланови њене породице, Scyliorhinus stellaris је поприлично живахна врста. Позната узгајачишта укључују ушће реке Фал и залив Вембури у Енглеској и низ обалних станишта око Италије, посебно у Санта Крову у напуљском заливу. Одрасли примерци ове врсте мигрирају у плиће воде у пролеће или почетком лета, а у групама су само ноћу. Женка јаја одлаже у плићаку у периоду од марта до октобра. Иако једна женка произведе од 77 до 109 јаја годишње, не буду сва оплођена, а стварни број оплођених јаја креће се од 9 до 41. Свако јаје је око 10 цм дужине и 3,5 цм ширине.
Женке ове врсте у Северном мору и Атлантском океану носе јаја од 10 до 12 месеци, док оне из јужних вода Средоземља носе 7 месеци. Младе јединке расту брзином од 0,45 до 0,56 мм дневно. Сексуалну зрелост ова врста постиже на дужини од 77 до 79 цм што одговара узрасту од 4 године. Животни век ове врсте је најмање 19 година.

## Контакт са људима
Scyliorhinus stellaris су углавном безопасни за људе. Ипак, британски природњак Џонатан Кауч из 19. века истакао је да ова врста није опасна, али се лако одбрани од било ког непријатеља, укључујући и човека. Такође, Кауч је истакао да мало која друга животиња може поднети повреду начињену од Scyliorhinus stellaris. Ови морски пси чести су у јавним акваријумима широм света.
Њена груба кожа раније се користила за полирање дрва, глачање бачви као и за прављење шешира. Јетра ове ајкуле такође је коришћена као извор уља, а остатак тела користио се као мамац за друге рибе. Месо ове врсте пласира се свеже, сушено или сољено. У Уједињеном Краљевству месо ове рибе продаје се под више назива, често је називају сомом, лососом или јегуљом. У Француској се такође често продаје под називом лосос, јер по боји коже личи на ту врсту. Од Scyliorhinus stellaris се прави рибље брашно, а пераја суше и извозе за азијско тржиште.
У еврпским водама ову рибу лове из држава као што су Француска, Португал и Велика Британија.
 Утицај риболоваца на ову врсту тешко је проценити јер углавном недостају специфични подаци о овој врсти. Постоји доказа да се њен број смањио у водама Лионског залива, Албаније и Балеарских острва. У Тиренском мору је ове врсте мање за 99% од периода седамдесетих година 20. века.
Међународна унија за очување природе ставила је ову врсту у категорију „близу претње”.